# Економіка Португалії
Португалія — індустріально-аграрна країна. Основні галузі промисловості: текстильна та легка промисловість, деревообробна та паперова, металургійна, нафтопереробна, хімічна, гірнича, рибна, виноробство. У промисловості переважають великі підприємства транснаціональних і національних монополій, близько 2/3 промислового потенціалу зосереджено на Атлантичному узбережжі країни. Розвинута нафтохімічна і гірничодобувна промисловість.
Транспорт: автомобільний, залізничний, морський, повітряний. Однак, за західноєвропейськими стандартами транспортна мережа розвинена недостатньо. Міжнародні аеропорти функціонують в Лісабоні, Порту, Фару, на Азорських о-вах і Мадейрі.
2000 року країна мала такі показники: ВВП — $ 116,3 млрд Темп зростання ВВП — 3,9 %. ВВП на душу населення — $11672. Прямі іноземні інвестиції — $ 1 млрд. Імпорт (енергоносії, сировину для ряду галузей промисловості і продовольство) — $ 41,4 млрд (г.ч. Іспанія — 24,0 %; Німеччина — 14,0 %; Франція — 11,2 %; Італія — 7,9 %; Велика Британія — 6,6 %). Експорт (текстиль, одяг, взуття, лісоматеріали, включаючи пробку, судна, енергоустаткування, хімічні продукти) — $ 31,6 млрд (г.ч. Німеччина — 19,0 %; Іспанія — 15,%; Франція — 14,4 %; Велика Британія — 12,1 %; Нідерланди — 4,8 %).
Валовий внутрішній продукт (ВВП) Португалії в 1997 році становив 110 млрд дол. Національний прибуток на душу населення становить 12 тис. дол. (70 % від середнього в країнах ЄС). Ці ж позиції збереглися і на початку XXI століття.
На економіку Португалії кінця ХХ століття суттєво вплинули дві події — повалення режиму Салазара—Каетану в 1974 році і вступ в ЄС в 1986 році. При колишньому режимі (1926—1974 рр.) капітал був сконцентрований в руках декількох промислових і фінансових сімейних груп. Просування вгору було можливе тільки для членів освіченого середнього класу. Промисловість і сільське господарство Португалії залишалися малоефективними, а продуктивність праці — низькою. Інвестиції прямували головним чином в африканські колонії. Прибутки, отримані в колоніях, використовувалися для підтримки позитивного сальдо торгового і бюджетного балансів. Революційний уряд спочатку ослабив економічну базу колишньої еліти, надавши незалежність африканським колоніям. Після невдачі путчу правих сил у 1975 році великі землеволодіння в південному і центральному регіонах були експропрійовані. Націоналізовані банки і страхові компанії, за ними пішла націоналізація більшості великих і середніх промислових підприємств. Велика частина нових державних підприємств зіткнулася з надто складними організаційними і фінансовими проблемами. У результаті збільшилися загальний дефіцит державного бюджету і зовнішній державний борг. Іноземні інвестиції в Португалії були виведені з процесу націоналізації, в економіці країни важливого значення набули дочірні компанії іноземних корпорацій.
Членство в ЄС стало рушійною силою, що стимулювала зміни в економіці країни в кінці 1980-х — початку 1990-х років. У 1991 році Португалія залишалася найбіднішою з країн ЄС, але членство в цій організації дозволило влити новий капітал в економіку країни. Суми прямих іноземних інвестицій після 1986 році щорічно подвоювалися.

## Промисловість

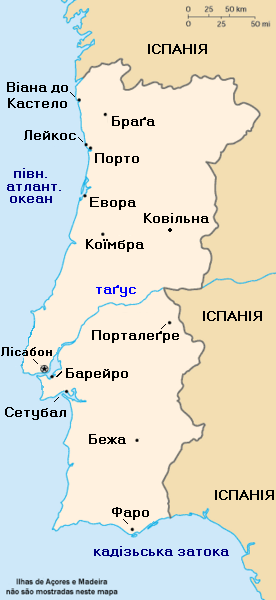
Мапа Португалії

Промисловість сучасної Португалії сконцентрована в двох районах, навколо Лісабона і Сетубала на півдні і навколо Порту, Авейру і Браги — на півночі. У районі Лісабона переважає важка промисловість, що випускає сталь, нафтопродукти, верстати, автомобілі, хімічні продукти й цемент. Суднобудівні доки «Ліжнаве» — одні з найвідоміших у світі. В Лісабонському адміністративному окрузі випускається також електронне обладнання. У Порту знаходиться найбільший в країні нафтопереробний завод, але північні міста спеціалізуються на виробництві таких товарів, як тканини, взуття, меблі, вина і продукти харчування. Старовинний центр бавовняної промисловості знаходиться на північному заході (Порту, Гімарайш і Брага), головні центри вовняної промисловості — в гірському районі навколо міст Гуарда і Ковілья. Багато підприємств хімічної, целюлозно-паперової, цементної і харчової промисловості сконцентровані в прибережній смузі між Порту і Лісабоном. Обидва згаданих міста є центрами металургії і машинобудування.
Річка Тежу ділить Португалію на два сільськогосподарських райони, що розрізнюються за типами землекористування. У північному районі переважає дрібне інтенсивне сільське господарство. У південному районі домінують великі землеволодіння. Значна частина програми експропріації земель в 1974—1975 роках була здійснена саме в цьому районі.
Економіка Азорських островів і Мадейри базується на сільському господарстві. Важливу роль відіграють виноградники, плантації цитрусових і молочні ферми. На Азорських островах також вирощують кукурудзу, цукрову тростину, цукровий буряк, тютюн, пшеницю, овочі і чай. З Мадейри на експорт постачаються мережива і вино мадера.
Обробна промисловість дає близько 40 % ВВП, на її частку припадає 32,6 % всіх зайнятих. Традиційні галузі — текстильна, швейна, взуттєва, керамічна, суднобудівна. Для них характерні невисока продуктивність праці і застарілі технології. Нові галузі промисловості — автомобілебудування, електронна, електротехнічна, хімічна. Рівень продуктивності праці в промисловості Португалії нижче, ніж в інших країнах ЄС.

## Сільське ілісове господарство
Сільське і лісове господарство дають лише 6,5 % ВВП Португалії, і на їх частку припадає 11,5 % зайнятих. Валовий випуск сільськогосподарської продукції на одного працюючого значно нижче, ніж в інших країнах ЄС; виняток складають родюча долина річки Тежу і зрошувані ділянки провінції Алентежу. Португалія імпортує ряд видів сільськогосподарських продуктів, особливо зерно, насіння соняшника і м'ясо. Основна зернова культура Португалії — пшениця, друге місце займає кукурудза. Крім того, товарне значення мають бобові, овес, жито, ячмінь і рис. Важливою продовольчою культурою є картопля. Португалія — один з головних експортерів кетчупа. Маслини у великій кількості використовуються в їжу, але головним чином служать сировиною для виробництва оливкової олії. Величезну роль в сільському господарстві відіграють виноградарство і виноробство. Португалія — одна з провідних західноєвропейських країн-експортерів вина. Найважливіші райони виноградарства — долини північних річок Дору, Мондегу і Ліма. Розведення великої рогатої худоби найрозвиненіше в Рібатежу; молочне тваринництво — на півночі. Попит на м'ясо і м'ясопродукти на 90 % задовольняється за рахунок місцевої продукції.

### Лісове господарство
Лісове господарство відіграє значну роль в економіці Португалії. Комерційні породи — сосна і корковий дуб. Португалія щорічно виробляє більше сировини з коркового дуба, ніж весь інший світ. Евкаліпти, завезені з Австралії, є основним джерелом сировини для виробництва целюлози.

## Рибальство
Рибальство. У Португалії, що має протяжну берегову лінію і давні традиції мореплавання, рибальство є важливою галуззю господарства, але на початку 1990-х років прибутки і число робочих місць в цій галузі скоротилися. У складі улову переважають сардини, тунець, тріска. Головні рибопромислові порти і центри переробки риби: Лісабон, Сетубал, Матозіньюш і Портімау.
У паливно-енергетичному балансі країни основне місце займають гідроресурси; ГЕС задовольняють понад 50 % енергетич. потреб країни. Паливо г.ч. імпортують. Виробництво електричної енергії — 28,9 млрд кВт·год (1991).

## Азартні ігри
Азартні ігри в Португалії є легальними з 1783 року, мають відносно високі податки та високий рівень регулювання з боку держави, що стримує появу на місцевому ринку великої кількості казино. Станом на 2020 рік, в Португалії працювало 10 казино, більшість із них керуються двома основними компаніями: Estoril-Sol Group та Solverde Group.